# Wilhelm Lützow
Wilhelm Bernhard Adolf Emil „Willy” Lützow (ur. 19 maja 1892 w Oberrad, zm. 31 października 1915 w Tahure) — niemiecki pływak,  srebrny medalista igrzysk olimpijskich (1912).
Specjalizował się w stylu klasycznym. Podczas V Letnich Igrzysk Olimpijskich w Sztokholmie w 1912 roku reprezentował Cesarstwo Niemieckie w dwóch konkurencjach. Na dystansie 200 metrów stylem klasycznym Niemcy zdominowali konkurencję - złoto zdobył Walter Bathe, a Lützow z czasem 3:05,0 wywalczył tytuł wicemistrza olimpijskiego. Na dystansie 400 metrów stylem klasycznym Niemiec dotarł do finału, lecz nie ukończył wyścigu.
Lützow reprezentował barwy klubu Magdeburg 1896. Poległ w czasie I wojny światowej.